# Symmetropleura abnormis
Symmetropleura abnormis är en insektsart som beskrevs av Bruner, L. 1915. Symmetropleura abnormis ingår i släktet Symmetropleura och familjen vårtbitare. Inga underarter finns listade i Catalogue of Life.